# Campionati africani di atletica leggera 2012 - 5000 metri piani femminili
La specialità dei 5000 metri piani femminili ai campionati africani di atletica leggera di Porto-Novo 2012 si è svolta il 28 giugno 2012 presso lo Stade Charles de Gaulle di Porto-Novo, in Benin.
La gara è sta vinta dalla kenyana Gladys Cherono, che ha preceduto la connazionale Veronica Nyaruai (argento) e l'etiope Gotytom Gebreslase (bronzo).

## Medagliere
| Oro     | Gladys Cherono Kenya       |
| Argento | Veronica Nyaruai Kenya     |
| Bronzo  | Gotytom Gebreslase Etiopia |

## Programma
| Data           | Ora   | Evento |
| -------------- | ----- | ------ |
| 28 giugno 2012 | 16:30 | Finale |

## Risultati

### Finale
| Class   | Nome                     | Nazione      | Tempo    | Note                  |
| ------- | ------------------------ | ------------ | -------- | --------------------- |
| Oro     | Gladys Cherono           | Kenya        | 15:40.04 | Record dei campionati |
| Argento | Veronica Nyaruai         | Kenya        | 15:40.65 |                       |
| Bronzo  | Gotytom Gebreslase       | Etiopia      | 15:53.34 |                       |
| 4       | Alemitu Heroya           | Etiopia      | 15:55.36 |                       |
| 5       | Shito Wudessa            | Etiopia      | 16:14.49 |                       |
| 6       | Viola Chemos             | Uganda       | 16:16.21 |                       |
| 7       | Abla Doki Atchade        | Togo         | 18:02.34 |                       |
| 8       | Balkissa Abdoulaye Kirbo | Niger        | 18:17.72 |                       |
| dnf     | Bakit Amina              | Sudan        | dnf      |                       |
| dns     | Samrawit Mengisteab      | Eritrea      | dns      |                       |
| dns     | Mammie Konneh            | Sierra Leone | dns      |                       |
| dns     | Jackline Sakilu          | Tanzania     | dns      |                       |